# Museo de los Niños (Caracas)
El Museo de los Niños es una institución privada, sin fines de lucro ubicada en Caracas, Venezuela. Fundado por Alicia Pietri de Caldera. Un ambiente ideado para que los niños «aprendan jugando» con los principios de la ciencia, tecnología, arte y valores fundamentales de la sociedad.
El museo presenta a los visitantes exhibiciones en donde los niños pueden interactuar con componentes mecánicos, electrónicos, seres vivos y mobiliario, acompañado de material didáctico visual.

## Historia

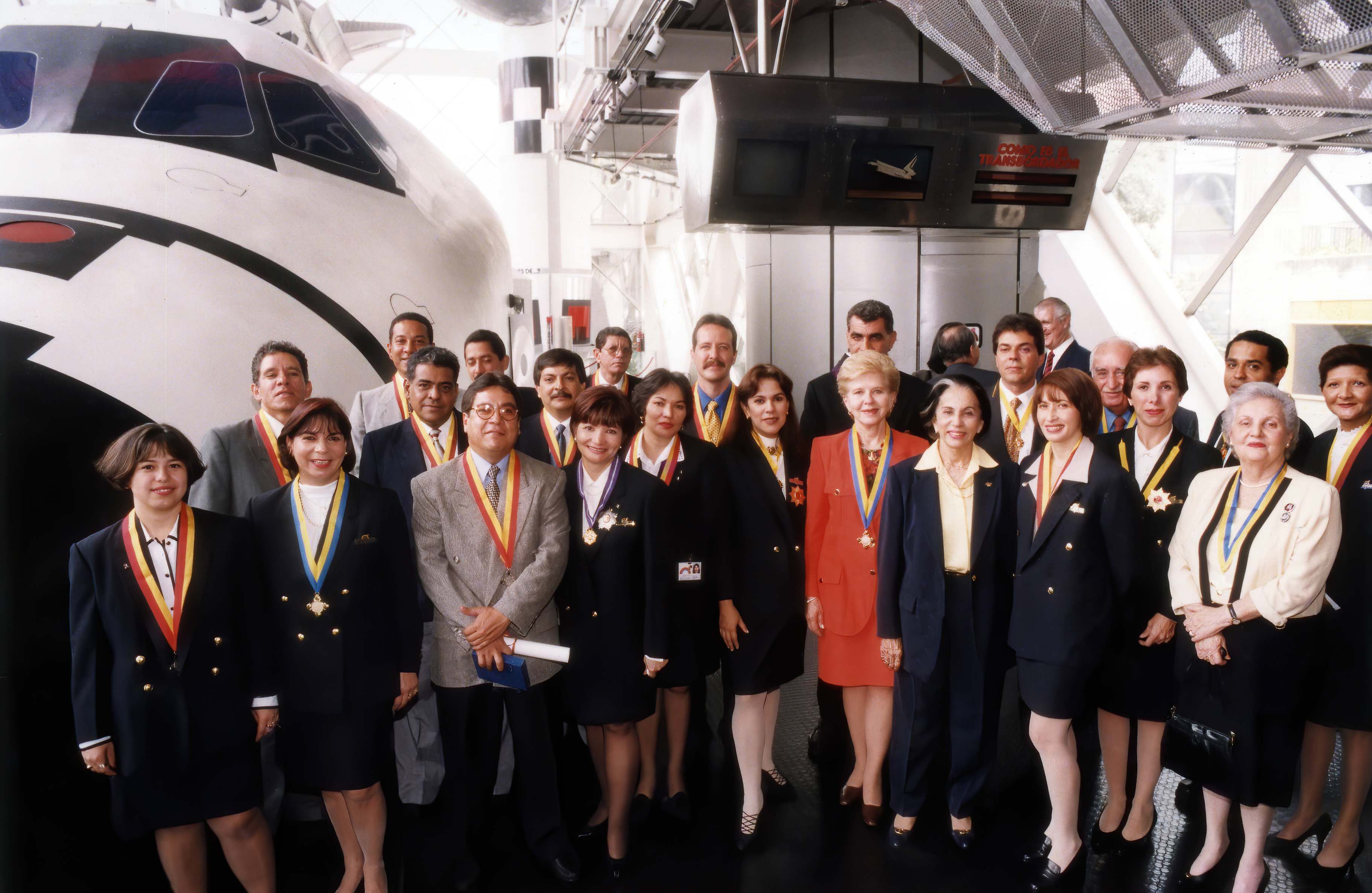
Alicia Pietri de Caldera junto al equipo en la apertura de la exposición permanente «La Conquista del Espacio», en 1990.

El 5 de agosto de 1982, el Museo de los Niños abrió sus puertas en su actual sede en el Parque Central (Caracas) en el centro de la ciudad.
Años más tarde, ante el auge de los conocimientos espaciales se tomó la decisión de hacer una exposición permanente sobre los temas de la exploración espacial y los avances de la astronomía y astronáutica. En 1987 la Fundación inicia conversaciones con la National Aeronautics and Space Administration (NASA) y otras instituciones estadounidenses para hacer una rigurosa investigación y determinar lo que se presentaría al público. 
El resultado condujo a que el 12 de octubre de 1993, se abriera al público un nuevo edificio que aumentaba la capacidad de visitantes, conectado al otro ya existente. 
En el año 2002 se inauguró la exposición en «La emoción de vivir... Sin drogas» con el objetivo de lograr que los visitantes se acerquen al tema de las drogas y puedan comprender la necesidad de rechazarlas para evitar daños irreversibles que limitan su capacidad para desarrollarse como individuos y como miembros de la sociedad.
En el año 2004 se montó una exposición para preescolares denominada «Una gran caja de colores» que ha venido a llenar el vacío que existía en el Museo para iniciar a los niños menores de seis años en la exploración y el descubrimiento científico.
El 14 de julio de 2019, el museo cerró por unos días como consecuencia del robo de cables de tensión que dejó sin electricidad la mayoría de sus atracciones. El director afirmó que reponer cables robados en el Museo costaría 15 mil dólares. El 21 de julio de 2019, el museo abrió nuevamente al público.

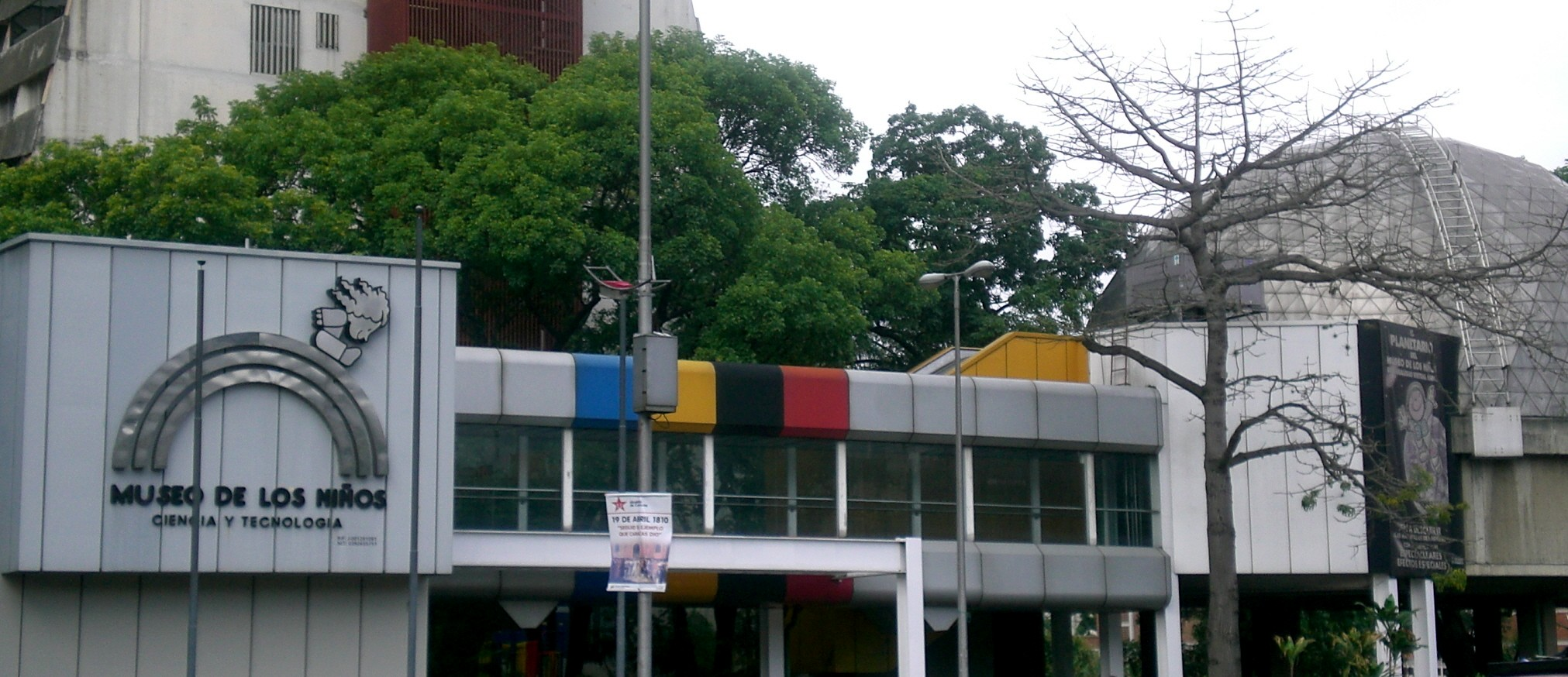
El Museo de los Niños, Complejo Urbanístico Parque Central.

## Áreas
- Ciencias de la Vida (Biología y Ecología)
- Comunicación
- Física General
- Electricidad
- Música y sonido
- Viaje a un País Maravilloso
- Conquista del Espacio
- Una Gran Caja de Colores (Sala de Arte)
- La emoción de vivir... Sin drogas
- Museito sobre ruedas
- Planetario